# OLA!!
「OLA!!」（オラ!!）は、ゆずの通算42枚目のシングル。2015年4月15日発売。発売元はセーニャ・アンド・カンパニー。

## 概要
CDシングルとしては前作「ヒカレ」以来、約1年2か月振りに発表された。CD作品の発表は12thアルバム『新世界』以来で、CD作品のリリース間隔では、7thアルバム『リボン』から23rdシングル「春風」までの期間を上回って自身最長となった。
2月19日の『ゆずのオールナイトニッポンGOLD』にて「翌日午前0時より曲に関するお知らせと情報が公式サイトである」と予告され、翌20日にシングルリリースが発表された。また、同日には「ポケット」のミュージック・ビデオも公開された。（この日の放送で3月で番組が終了することも発表された。）
「OLA!!」は、アニメーション映画『クレヨンしんちゃん オラの引越し物語 サボテン大襲撃』主題歌で発売前の3月30日から先行配信された。このタイアップも1月29日の同番組で「翌日午前5時ごろ公式サイトで発表がある」と予告され、30日に『クレヨンしんちゃん』のタイアップが発表された。
同作のテレビアニメ版2月6日放送分で初めてオンエアされ、描き下ろしのゆずのアニメーションイラストが登場した。また、「ゆず盤」とともに「ゆず×クレヨンしんちゃん　アニメ版リフレクタチャーム」（「北川悠仁 Ver.」「岩沢厚治 Ver.」「ゆず×しんちゃん Ver.」の3種類）が封入された「クレヨンしんちゃん盤」が発売される。ゆずとして『クレヨンしんちゃん』の主題歌は初めてだが、北川は2011年に関ジャニ∞に「T.W.L」を提供している。
当初は両A面シングルという扱いだったが、オリコンなど多くのチャートで「OLA!!」としてランクインし、公式サイトのディスコグラフィも「OLA!!」となっているなど、単独A面という扱いに変わっている。各配信サイトでは両A面シングルの扱いとなっている。
今作のプロモーションで『JA全農 COUNTDOWN JAPAN』にゲスト出演した際、その週のチャートで1位になった「OLA!!」を紹介するため、通常、ゲストはトップ3発表前に退場するところを1位発表後まで出演し、パーソナリティーのジョージ・ウィリアムズに「歴代ゲストの中で最長の出演時間」と言われた。
発売週のオリコンデイリーチャートでは前作「ヒカレ」が一度も入ることができなかったトップ5を維持し続けたが、週間では6位となった。2作続けて週間トップ5を逃すのは「少年」以来40作ぶりのことである。
iTunes、レコチョクの配信チャートでは、毎週『クレヨンしんちゃん』が放送された金曜日から週末にかけて急激に順位を上げる推移を繰り返した。

## 収録曲

### ゆず盤
1. OLA!! (3:29)
  - 作詞・作曲：北川悠仁 / Sound Produced by ゆず & 前山田健一 / 編曲：前山田健一 & 北川悠仁

『クレヨンしんちゃん オラの引越し物語 サボテン大襲撃』主題歌。
ラテンテイストの楽曲で、大阪在住、南アフリカ共和国出身のマリンバ奏者ジョゼフ・ンコシ、イタリア出身のバイオリニストマウロ・イウラート、『ゆずのオールナイトニッポンGOLD』ディレクター藤原悠佑（ケーナ担当）がレコーディングに参加した。
北川のプライベートスタジオStudio Houseでレコーディングされた初めての作品。（ファンクラブ会報より）
映画への書き下ろしだが、映画側から与えられたヒントがほとんどなかったと北川は冗談混じりに述べている。
ンコシ、イウラートは前山田とともにミュージックビデオにも登場している。
曲名はしんちゃんの一人称「オラ」と映画の舞台であるメキシコの公用語・スペイン語で「こんにちは」という意味の「Hola」をかけたものである。なお曲名は「OLA」の後に「!」が二つだが、歌詞中の「OLA」と「OLE」は「!」がひとつである。
同じく「クレヨンしんちゃん」主題歌である44thシングル「マスカット」にカップリング曲として収録された。
2. ポケット (4:29)
  - 作詞：岩沢厚治 / 作曲：岩沢厚治・蔦谷好位置 / Sound Produced by ゆず & 蔦谷好位置 / 編曲：蔦谷好位置 & ゆず

サッポロビール企業CMソング
同年1月2日に配信限定シングルとして既に発表されていた楽曲。
ミュージックビデオには大平貴之が開発したプラネタリウム「MEGASTAR」が用いられている。

### クレヨンしんちゃん盤
1. OLA!!